# マトヴェイ・サフォノフ
マトヴェイ・サフォノフ（Matvei Safonov, 1999年2月25日 - ）は、ロシア・スタヴロポリ出身のサッカー選手。パリ・サンジェルマンFC所属。ロシア代表。ポジションはGK。

## 経歴

### クラブ経歴
FCクラスノダールの下部組織出身。2017年8月14日のFCアムカル・ペルミ戦でトップチームデビューを果たした。
2024年6月14日、パリ・サンジェルマンFCに移籍することが発表された。

### 代表
2020年10月9日、UEFAネーションズリーグのトルコ代表・ハンガリー代表戦でロシア代表に初招集された。2021年6月1日、ポーランド代表とのフレンドリーマッチでロシア代表デビューを果たした。
2021年6月2日、UEFA EURO 2020に臨むロシア代表26人の一人に選ばれた。グループリーグ第1節のベルギー戦では、ベテランのアントン・シュニンが出場したが、3失点を喫して敗れたこともあって、グループリーグ第2節フィンランド戦で先発に抜擢された。その後の第3節デンマーク戦でも先発出場したものの、チームは敗れてグループリーグ敗退となった。

## タイトル

### クラブ
パリ・サンジェルマンFC
- リーグ・アン: 1回 (2024-25)
- クープ・ドゥ・フランス: 1回 (2024-25)
- トロフェ・デ・シャンピオン: 1回 (2024)
- UEFAチャンピオンズリーグ: 1回 (2024-25)